# Brenda Džiliana Apsīte
Brenda Džiliana Apsīte (* 23. September 2008) ist eine lettische Leichtathletin, die im Weit- und Dreisprung antritt.

## Sportliche Laufbahn
Erste internationale Erfahrungen sammelte Brenda Džiliana Apsīte im Jahr 2024, als sie bei den U18-Europameisterschaften in Banská Bystrica mit 13,18 m die Goldmedaille im Dreisprung gewann und im Weitsprungfinale keinen gültigen Versuch zustande brachte. Im Jahr darauf gewann sie beim Europäischen Olympischen Jugendfestival (EYOF) in Skopje mit 13,52 m die Silbermedaille im Dreisprung und belegte im Weitsprung mit 6,05 m den vierten Platz. Anschließend belegte sie bei den U20-Europameisterschaften in Tampere mit 13,21 m den achten Platz im Dreisprung.
2024 und 2025 wurde Apsīte lettische Hallenmeisterin im Dreisprung.

## Persönliche Bestleistungen
- Weitsprung: 6,30 m (+2,0 m/s), 3. Juli 2025 in Valmiera (lettischer U18-Rekord)
- Dreisprung: 13,52 m (0,0 m/s), 25. Juli 2025 in Skopje (lettischer U18-Rekord)